# Französische Snooker-Meisterschaft
Die französische Snooker-Meisterschaft ist ein nationaler Wettkampf zur Ermittlung des französischen Meisters in der Billardvariante Snooker, der von der Fédération Française de Billard (FFB) ausgetragen wird. Die erste bekannte Ausgabe der Hauptmeisterschaft fand 1991 statt, seit 1989 fand aber bereits ein französischer Pokal statt.

## Geschichte des Hauptturnieres
Der Wettbewerb hat seinen Ursprung in den 1990er-Jahren. 1991 gewann Eric Le Paul zum ersten Mal den Wettbewerb. Ein Jahr später besiegte Luc Allain Yannick Poulain. Allain verlor zwei Jahre später, 1993 hatte Eric Robaine gewonnen, gegen Sylvain Clamousse. 1995 wurde Le Paul zum zweiten Mal französischer Meister, er besiegte Sylvain Clamousse. Ein Jahr später verlor er gegen Yannick Poulain. Dieser konnte ein Jahr später seinen Titel verteidigen, er besiegte Sylvain Clamousse. 1998 gelang es Gregory Kopec, den Titel zu gewinnen. Ein Jahr später besiegte David Gillet Eric Le Paul im Finale und wurde zum ersten Mal französischer Meister, Gillet verlor 2000 mit 2:3 gegen Sylvain Clamousse, der zum zweiten Mal den Titel gewann. 2001 gelang Eric Le Paul der dritte Meistertitel, indem er Yannick Poulain mit 3:0 besiegte. Dieser wurde jedoch in den beiden folgenden Jahren zwei Mal französischer Meister; erst mit 4:0 gegen Markku Hattu, dann durch ein 3:2 gegen Le Paul. 2004 konnte Jean-Marc Beauchamp Johan Lorek im Finale mit 3:2 besiegen. Lorek, der im nächsten Jahr im Finale Laurent Carcel unterlag, holte zwei Jahre später selbst den Titel. 2006 und 2008 gewann Poulain erneut und wurde mit 6 Titeln zum französischen Rekordmeister. David Palmiero gewann das Turnier 2009 und 2010.
2015 besiegte Niel Vincent Nathanaël Beckrich mit 3:0. Auch in den folgenden Jahren war der Finalendstand 3:0, 2016 besiegte Alexis Callewaert Bruno Peigne, 2017 Neil Vincent Brian Ochoiski. Ochoiski wurde 2018 Meister, als er Alexis Callewaert mit 3:1 besiegte. Dieser konnte im Jahr darauf durch ein 3:1 gegen Nicolas Mortreux seinen zweiten Titel gewinnen. Nach einer zweijährigen Pause aufgrund der COVID-19-Pandemie wurde Christophe Lambert 2022 gegen Neil Vincent erstmals Meister. Vincent erreichte im Jahr darauf erneut das Finale, verlor aber gegen Nicolas Mortreux, der seinen ersten Titel gewann. Diesen konnte Mortreux in den beiden darauffolgenden Jahren jeweils gegen Alexis Callewaert verteidigen.

## Titelträger
Hinweis: Alle Angaben sind ohne Gewähr und nicht vollständig, eine dahingehende Quelle ist aktuell (Stand: Juni 2025) nicht verfügbar.
| Datum | Hauptturnier                         | Hauptturnier                         | Hauptturnier                         | Frauen                               | Senioren (Ü40)                       | Junioren (U19) (ab 2022: U21)        | Kadetten                             | „Pokal der Herren“  | Klubmeisterschaft |
| Datum | Sieger                               | Ergebnis                             | Finalist                             | Frauen                               | Senioren (Ü40)                       | Junioren (U19) (ab 2022: U21)        | Kadetten                             | „Pokal der Herren“  | Klubmeisterschaft |
| ----- | ------------------------------------ | ------------------------------------ | ------------------------------------ | ------------------------------------ | ------------------------------------ | ------------------------------------ | ------------------------------------ | ------------------- | ----------------- |
| 1989  | keine Austragung                     | keine Austragung                     | keine Austragung                     | unbekannt                            | keine Austragung                     | keine Austragung                     | keine Austragung                     | Christopher Lentz   | keine Austragung  |
| 1990  | keine Austragung                     | keine Austragung                     | keine Austragung                     | unbekannt                            | keine Austragung                     | keine Austragung                     | keine Austragung                     | Bruno Peigne        | keine Austragung  |
| 1991  | Eric Le Paul                         | unbekannt                            | unbekannt                            | unbekannt                            | keine Austragung                     | keine Austragung                     | keine Austragung                     | Thierry Besse       | keine Austragung  |
| 1992  | Luc Allain                           | unbekannt                            | Yannick Poulain                      | unbekannt                            | keine Austragung                     | keine Austragung                     | keine Austragung                     | Eric Le Paul        | keine Austragung  |
| 1993  | Eric Robaine                         | unbekannt                            | Claude Amar                          | unbekannt                            | keine Austragung                     | keine Austragung                     | keine Austragung                     | Luc Allain          | keine Austragung  |
| 1994  | Sylvain Clamousse                    | 3:0                                  | Luc Allain                           | unbekannt                            | keine Austragung                     | keine Austragung                     | keine Austragung                     | Akram Gawish        | keine Austragung  |
| 1995  | Eric Le Paul                         | unbekannt                            | Sylvain Clamousse                    | unbekannt                            | keine Austragung                     | keine Austragung                     | keine Austragung                     | Christophe Coulais  | keine Austragung  |
| 1996  | Yannick Poulain                      | 3:2                                  | Eric Le Paul                         | unbekannt                            | keine Austragung                     | keine Austragung                     | keine Austragung                     | Laurent Carcel      | keine Austragung  |
| 1997  | Yannick Poulain                      | unbekannt                            | Sylvain Clamousse                    | unbekannt                            | keine Austragung                     | keine Austragung                     | keine Austragung                     | David Gillet        | keine Austragung  |
| 1998  | Gregory Kopec                        | unbekannt                            | Jean Claude Meignen                  | unbekannt                            | keine Austragung                     | keine Austragung                     | keine Austragung                     | Gregory Kopec       | keine Austragung  |
| 1999  | David Gillet                         | unbekannt                            | Eric Le Paul                         | unbekannt                            | keine Austragung                     | keine Austragung                     | keine Austragung                     | Perric Lahilla      | keine Austragung  |
| 2000  | Sylvain Clamousse                    | 3:2                                  | David Gillet                         | Johanna Ho                           | keine Austragung                     | keine Austragung                     | keine Austragung                     | Cedric Herlem       | keine Austragung  |
| 2001  | Eric Le Paul                         | 3:0                                  | Yannick Poulain                      | Johanna Ho                           | keine Austragung                     | keine Austragung                     | keine Austragung                     | Eric Le Paul        | keine Austragung  |
| 2002  | Yannick Poulain                      | 4:0                                  | Markku Hattu                         | Angelique Vialard                    | keine Austragung                     | keine Austragung                     | keine Austragung                     | Yannick Poulain     | keine Austragung  |
| 2003  | Yannick Poulain                      | 3:2                                  | Eric Le Paul                         | Severine Titaux                      | Luc Allain                           | Jerome Anglade                       | keine Austragung                     | Johan Lorek         | keine Austragung  |
| 2004  | Jean-Marc Beauchamp                  | 3:2                                  | Johan Lorek                          | Sandrine Vlamynck                    | Xavier Luchet                        | Kevin Bisval                         | keine Austragung                     | Gregory Kopec       | keine Austragung  |
| 2005  | Laurent Carcel                       | 3:2                                  | Johan Lorek                          | Johanna Ho                           | José Pinto                           | Kevin Bisval                         | keine Austragung                     | Yannick Poulain     | keine Austragung  |
| 2006  | Yannick Poulain                      | 4:0                                  | David Palmiero                       | Angélique Vialard                    | José Pinto                           | Thierry Kalb                         | keine Austragung                     | Johan Lorek         | keine Austragung  |
| 2007  | Johan Lorek                          | 4:2                                  | Gregory Kopec                        | Fabienne Martin                      | Denis Bartier                        | Nicolas Kalb                         | keine Austragung                     | Yannick Poulain     | keine Austragung  |
| 2008  | Yannick Poulain                      | 3:1                                  | Roger Dumortier                      | Sandrine Vlamynck                    | Dominique Carre                      | Karam Fatima                         | keine Austragung                     | Yannick Poulain     | keine Austragung  |
| 2009  | David Palmiero                       | 4:2                                  | Karam Fatima                         | Fabienne Martin                      | Ali Jaafar                           | Adrien Frostin                       | keine Austragung                     | David Palmiero      | keine Austragung  |
| 2010  | David Palmiero                       | 4:1                                  | Jean Pierre Auzias                   | Fabienne Martin                      | Ali Jaafar                           | Alexis Callewaert                    | keine Austragung                     | Jean-Marc Beauchamp | keine Austragung  |
| 2011  | Gregory Kopec                        | 4:1                                  | René Vaxelaire                       | Sandrine Vlamynck                    | Ali Jaafar                           | Alexis Callewaert                    | keine Austragung                     | Jean-Marc Beauchamp | keine Austragung  |
| 2012  | Stéphane Ochoiski                    | 3:2                                  | Franck Dufays                        | Christelle Pedat                     | Ali Jaafar                           | Nathanaël Beckrich                   | keine Austragung                     | Stéphane Ochoiski   | keine Austragung  |
| 2013  | Adrien Frostin                       | 3:1                                  | Franck Dufays                        | Christelle Pedat                     | Bernard Ballestra                    | Alexis Callewaert                    | keine Austragung                     | Ahmed Ben Raissi    | keine Austragung  |
| 2014  | Alexis Callewaert                    | 3:2                                  | Niel Vincent                         | Valérie Savonet                      | Stéphane Ochoiski                    | Niel Vincent                         | Niel Vincent (+ Pokal)               | Alexis Callewaert   | keine Austragung  |
| 2015  | Niel Vincent                         | 3:0                                  | Nathanaël Beckrich                   | Christelle Pedat                     | David Gauthier                       | Alexis Callewaert                    | Niel Vincent                         | unbekannt           | Saint-Quentin     |
| 2016  | Alexis Callewaert                    | 3:0                                  | Bruno Peigne                         | Christelle Pedat                     | Stéphane Ochoiski                    | Brian Ochoiski                       | Brian Ochoiski                       | unbekannt           | Saint-Avold       |
| 2017  | Niel Vincent                         | 3:0                                  | Brian Ochoiski                       | Christelle Pedat                     | Marc Chouillier                      | Brian Ochoiski                       | Brian Ochoiski                       | keine Austragung    | Saint-Avold       |
| 2018  | Brian Ochoiski                       | 3:1                                  | Alexis Callewaert                    | Angelique Vialard                    | Bruno Heise                          | Niel Vincent                         | Niel Vincent                         | keine Austragung    | Schiltigheim      |
| 2019  | Alexis Callewaert                    | 3:1                                  | Nicolas Mortreux                     | Angelique Vialard                    | Jean-Marc Beauchamp                  | Brian Ochoiski                       | Nicolas Mortreux                     | keine Austragung    | keine Austragung  |
| 2020  | keine Austragung (COVID-19-Pandemie) | keine Austragung (COVID-19-Pandemie) | keine Austragung (COVID-19-Pandemie) | keine Austragung (COVID-19-Pandemie) | keine Austragung (COVID-19-Pandemie) | Brian Ochoiski                       | Nicolas Mortreux                     | keine Austragung    | keine Austragung  |
| 2021  | keine Austragung (COVID-19-Pandemie) | keine Austragung (COVID-19-Pandemie) | keine Austragung (COVID-19-Pandemie) | keine Austragung (COVID-19-Pandemie) | keine Austragung (COVID-19-Pandemie) | keine Austragung (COVID-19-Pandemie) | keine Austragung (COVID-19-Pandemie) | keine Austragung    | keine Austragung  |
| 2022  | Christophe Lambert                   | 4:1                                  | Niel Vincent                         | Ophélie Laval                        | David Gauthier                       | Nicolas Mortreux                     | Kevin Buronfosse                     | keine Austragung    | keine Austragung  |
| 2023  | Nicolas Mortreux                     | 4:2                                  | Niel Vincent                         | Nathalie Rohmer                      | Jean-Marc Beauchamp                  | Nicolas Mortreux                     | Qayyim Selmane                       | keine Austragung    | keine Austragung  |
| 2024  | Nicolas Mortreux                     | 4:2                                  | Alexis Callewaert                    | Juliette Proix                       | Jérôme Chatet                        | Eliott Bernard                       | Malo Dory-Geffroy                    | keine Austragung    | keine Austragung  |
| 2025  | Nicolas Mortreux                     | 4:3                                  | Alexis Callewaert                    | Deu Va                               | Gregory Kopec                        | Mateo Ochoiski                       | Mateo Ochoiski                       | keine Austragung    | keine Austragung  |

### Rangliste
| Platz | Spieler             | Gold | Silber | Finalteilnahmen |
| ----- | ------------------- | ---- | ------ | --------------- |
| 1     | Yannick Poulain     | 6    | 2      | 8               |
| 2     | Alexis Callewaert   | 3    | 3      | 6               |
| 2     | Eric Le Paul        | 3    | 3      | 6               |
| 4     | Nicolas Mortreux    | 3    | 1      | 4               |
| 5     | Niel Vincent        | 2    | 3      | 5               |
| 6     | Sylvain Clamousse   | 2    | 2      | 4               |
| 7     | Gregory Kopec       | 2    | 1      | 3               |
| 7     | David Palmiero      | 2    | 1      | 3               |
| 9     | Johan Lorek         | 1    | 2      | 3               |
| 10    | Luc Allain          | 1    | 1      | 2               |
| 10    | David Gillet        | 1    | 1      | 2               |
| 10    | Brian Ochoiski      | 1    | 1      | 2               |
| 13    | Jean-Marc Beauchamp | 1    | 0      | 1               |
| 13    | Laurent Carcel      | 1    | 0      | 1               |
| 13    | Adrien Frostin      | 1    | 0      | 1               |
| 13    | Christophe Lambert  | 1    | 0      | 1               |
| 13    | Stéphane Ochoiski   | 1    | 0      | 1               |
| 13    | Eric Robaine        | 1    | 0      | 1               |